# エクリプス 500

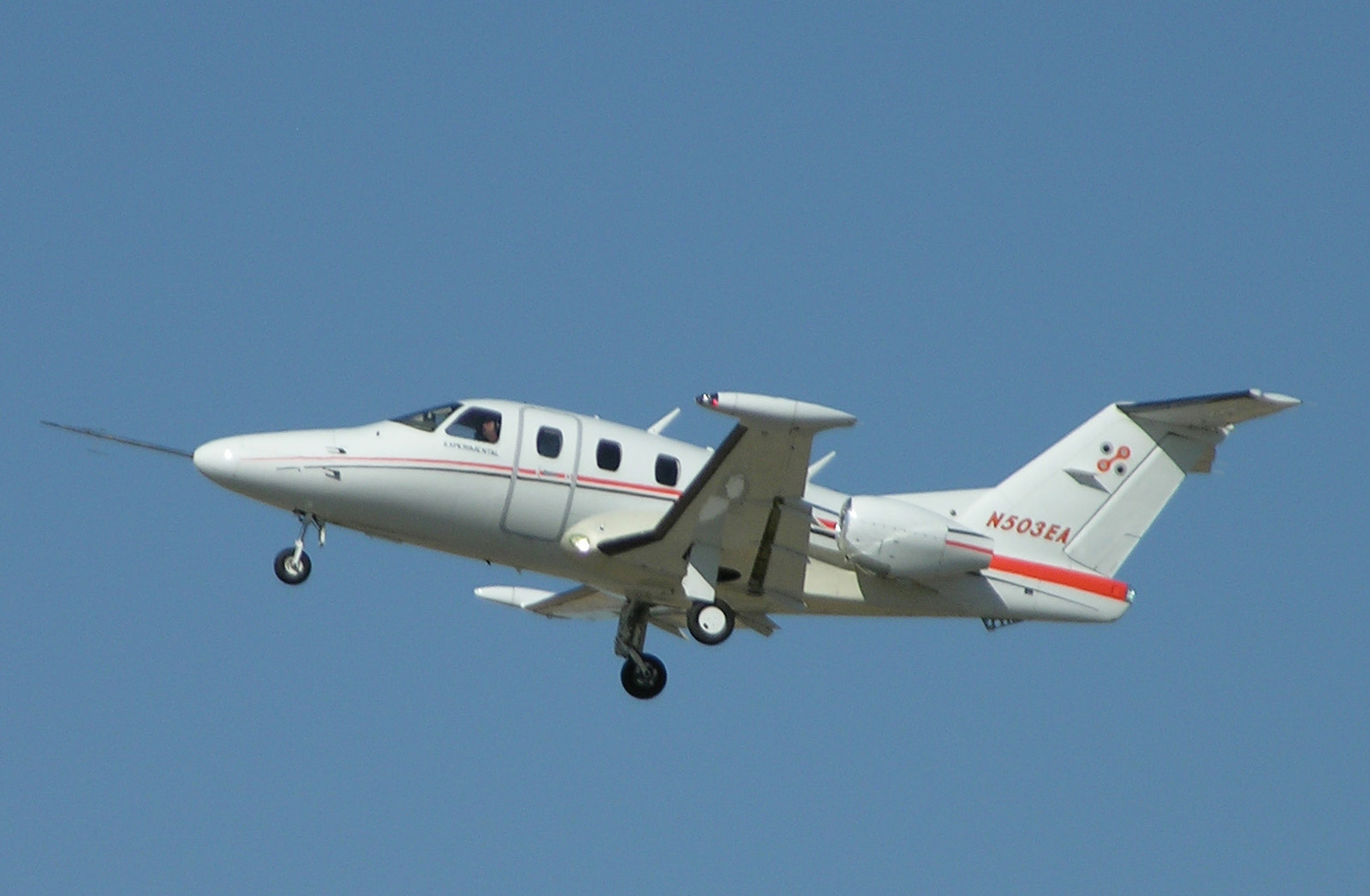
エクリプス 500

エクリプス 500 (Eclipse 500) はアメリカ合衆国のエクリプス・アビエーション社の双発ビジネスジェット機。2002年初飛行。

## 概要
エクリプス・アヴィエーションはウィリアムズ・インターナショナル等からの出資を受けて1998年に設立された新興航空機メーカーであり、超軽量ジェット機 (Very light jet) の分野において、市場参入を果たそうと考えていた。エクリプス社は当初予定していたウィリアムズ V-Jet II計画を取りやめ、1999年よりエクリプス 500の開発を開始した。
エクリプス 500は双発ジェット機であり、エンジンは胴体後部左右に装備される。T字尾翼であり、主翼は低翼配置となっている。乗員は1名、乗客は5名が定員である。計器類はグラスコックピットとなっている。推力700lb級の小型ターボファンエンジンの採用やアルミニウム合金の摩擦攪拌接合の多用などにより、従来のライト・クラスのビジネスジェット機に比べ大幅な価格の低下に成功している。原型となったV-JetIIは全複合材構造でより強い前進翼を持ちV字尾翼の両側にターボファンエンジンを装備するなど斬新で先進的な設計であったのに対し、常識的な設計となった。なお、富士重工業（現・SUBARU）が主翼の製造を分担している。
試作機は2002年8月26日に初飛行したが、形式証明取得までは4年余を要した。原計画に対する仕様変更のため、当初予定されていたウィリアムズ EJ22エンジンでは推力不足となりPW610Fへと変更された。このためウィリアムズ・インターナショナルはパートナーシップを解消して計画から撤退している。また、独自に開発したアビオニクスの開発や技術的問題の解決に時間を要しFAAの型式証明は2006年9月となった。同年12月31日に量産一号機がデリバリーされた。形式証明取得後にも主としてアビオニクスや制御システムなどに不具合が発見され、解決までの運用制限勧告などを受けている。
エクリプス・アヴィエーションは2008年10月までに259機の量産機を引き渡したが、サブプライム問題に始まる信用不安のため資金繰りに窮し11月25日に連邦倒産法第11章の適応を申請し操業を停止した。その後は新規製造は行っておらず、メンテナンス等のサービスのみが継続されていたが、新しいオーナーの下で生産を再開した。
年度毎の納入機数
| 年       | 2006 | 2007 | 2008 |
| -------- | ---- | ---- | ---- |
| 納入機数 | 1    | 98   | 161  |

## 要目
出典: Eclipse Aviation
諸元
- 乗員: 1名、または2名の操縦士
- 定員: 乗客4から5名
- 全長: 10.1 m （33 ft 1 in）
- 全高: 3.4 m （11 ft 0 in）
- 翼幅: 11.4 m（37 ft 3 in）
- 空虚重量: 1,610 kg （3,550 lb）
- 運用時重量: 2,504 kg （5,520 lb）
- 有効搭載量: 1,089 kg （2,400 lb）
- 最大離陸重量: 2,699 kg （5,950 lb）
- 動力: P&WC PW610F ターボファンエンジン、4 kN flat-rated to > ISA+10C （900 lbf）  × 2基

性能
- 最大速度: 685 km/h （425 mph, 370 ノット）
- 失速速度: 128 km/h （79 mph, 69 ノット 着陸時）
- 航続距離: 2,084 km （1,295 mi, 1,125 海里）
- 実用上昇限度: 12,500 m （41,000 ft）
- 上昇率: 1,044 m / min （3,424 ft / min）

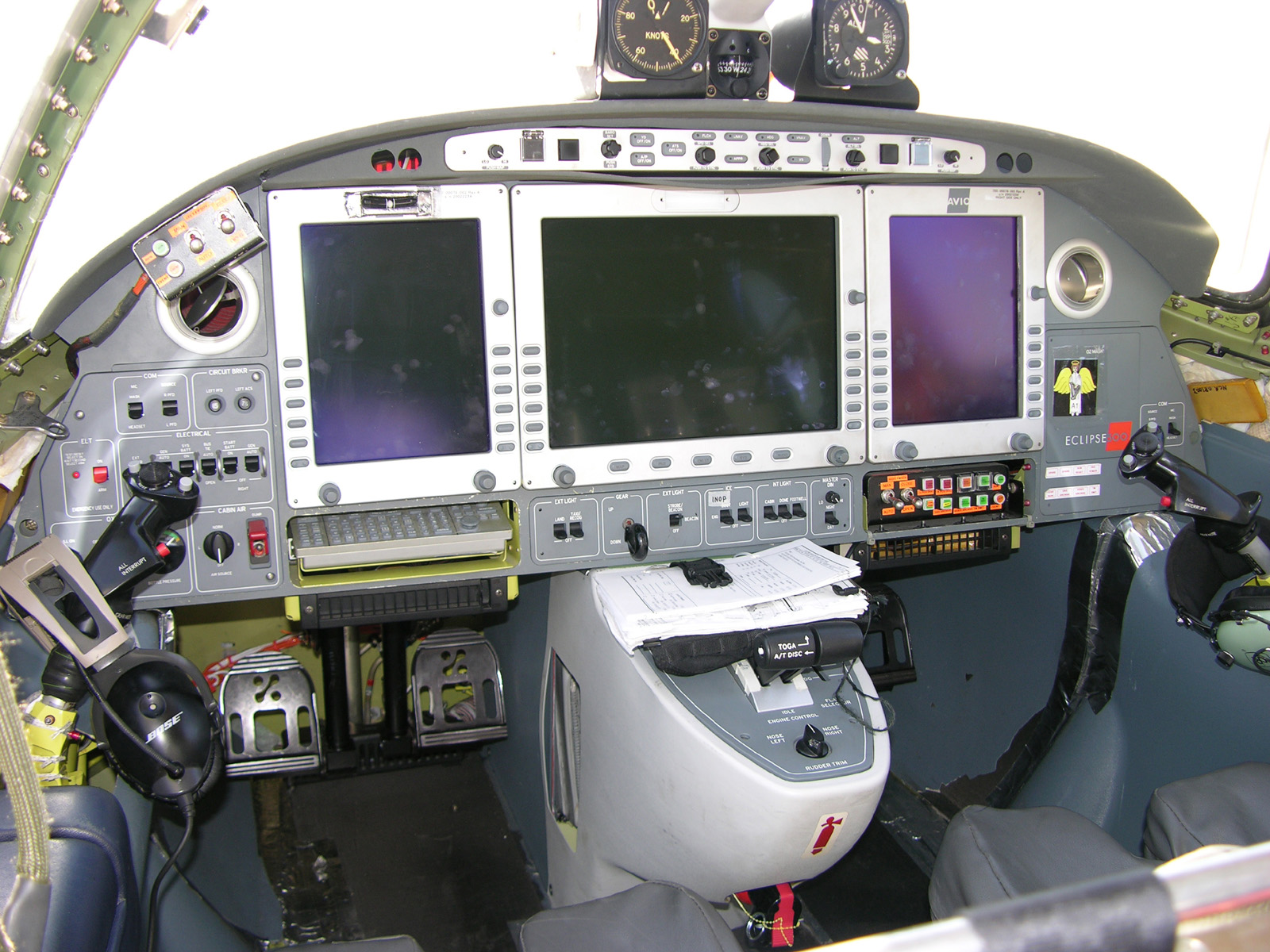
試作機のコクピット

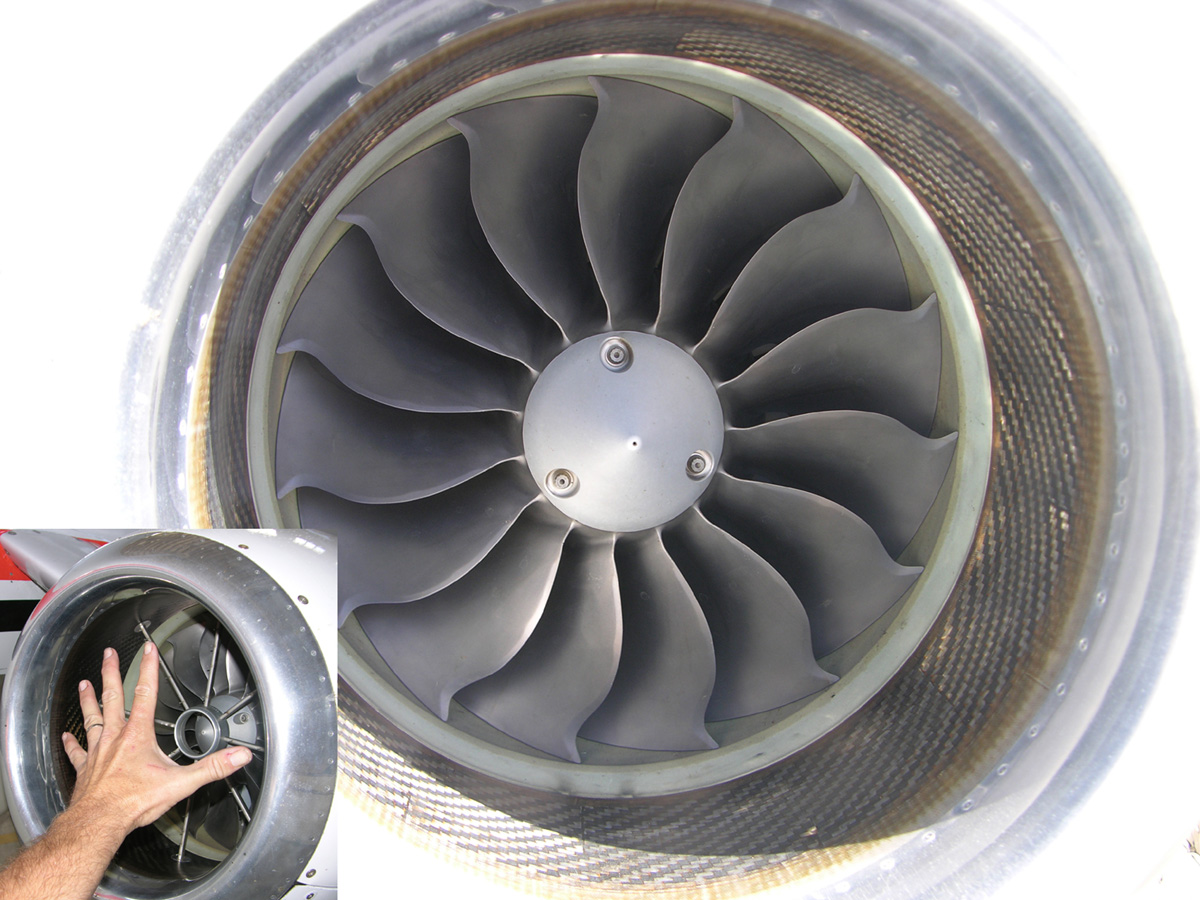
エンジン吸気口、小さいことがわかる

- * 離陸滑走距離: 715 m (2,345 ft)
- 着陸滑走距離: 686 m (2,250 ft)

- アビオニクス: * アビオ・ネクスト・ジェネレーション (aka Avio NG)
- 表示装置: 2台の 768 x 1024 解像度 PFDディスプレイと1台の 1440 x 900 解像度MFDディスプレイ